# Pterostylis melagramma
Pterostylis melagramma là một loài lan đặc hữu tây nam Australia.

## Hình ảnh

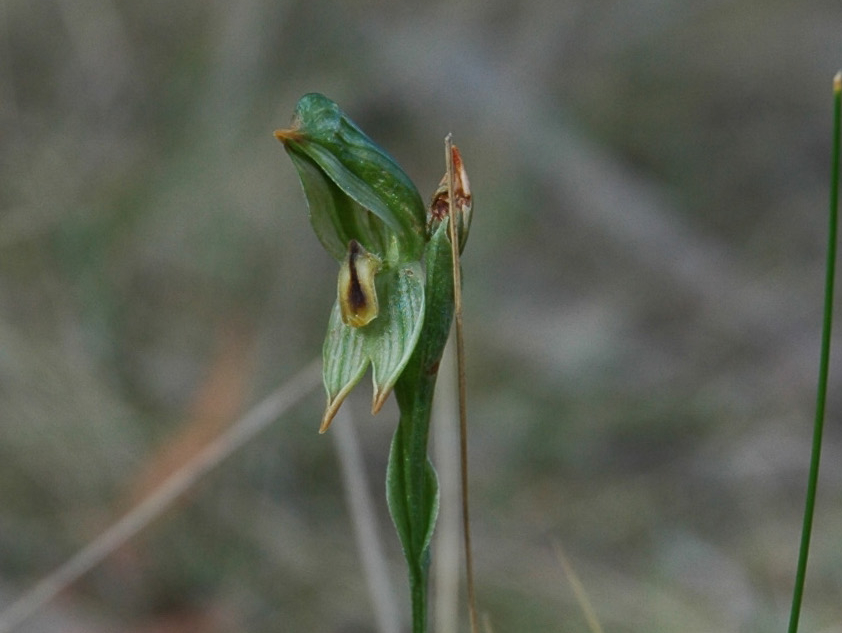